# اندیس مکی ۴
مکی ۴ یک اندیس فلزی است که در حوالی شهر چانف استان سیستان و بلوچستان قرار دارد و مادهٔ معدنی موجود در آن، مس است.  